# Zhijiang
Zhijiang is een stad met meer dan 500.000 inwoners in de provincie Hubei van China. Zhijiang hoort bij de prefectuur Yichang. Door Zhijiang loopt de nationale weg G318.